# Bengt Westermark
Bengt Westermark, född 1945, är en svensk cancerforskare. Han disputerade 1973 vid Uppsala universitet där han senare blivit professor i tumörbiologi vid Akademiska sjukhuset. Han blev ledamot av Vetenskapsakademien 1995. Han är även ledamot av European Molecular Biology Organisation.

### Tryckt litteratur
- Kungl. vetenskapsakademien, Matrikel 1998/1999, ISSN 0302-6558, sid. 112.